# (5266) Rauch
(5266) Rauch (4047 T-2) – planetoida z pasa głównego asteroid okrążająca Słońce w ciągu 4,48 lat w średniej odległości 2,72 j.a. Odkryta 29 września 1973 roku.